# Sherry Acker
Sherry Acker (née le 6 juin 1959) est une joueuse de tennis américaine, professionnelle de la fin des années 1970 à 1985.
En 1979, elle a joué les huitièmes de finale à l'US Open (battue par Chris Evert), sa meilleure performance en simple dans un tournoi du Grand Chelem.

## Palmarès

### Titres en simple dames
| No | Date       | Nom et lieu du tournoi           | Catégorie | Dotation | Surface    | Finaliste   | Score    |          |
| -- | ---------- | -------------------------------- | --------- | -------- | ---------- | ----------- | -------- | -------- |
| 1  | 19-02-1979 | Avon Futures of Atlanta, Atlanta | Futures   | 25 000 $ | Dur (int.) | Pat Medrado | 6-2, 7-6 | Parcours |
| 2  | 21-01-1980 | Futures of Ogden, Ogden          | Futures   | 25 000 $ | Dur (int.) | Trey Lewis  | 7-6, 6-0 | Parcours |

### Finales en simple dames
| No | Date       | Nom et lieu du tournoi          | Catégorie | Dotation  | Surface    | Vainqueure    | Score    |          |
| -- | ---------- | ------------------------------- | --------- | --------- | ---------- | ------------- | -------- | -------- |
| 1  | 22-01-1979 | Avon Futures of Boise, Boise    | Futures   | 25 000 $  | Dur (int.) | Sylvia Hanika | 6-3, 6-2 | Parcours |
| 2  | 03-11-1980 | Porsche Grand Prix, Filderstadt |           | 125 000 $ | Dur (int.) | Tracy Austin  | 6-2, 7-5 | Parcours |

### Titres en double dames
| No | Date       | Nom et lieu du tournoi                  | Catégorie   | Dotation | Surface         | Partenaire     | Finalistes                            | Score         |          |
| -- | ---------- | --------------------------------------- | ----------- | -------- | --------------- | -------------- | ------------------------------------- | ------------- | -------- |
| 1  | 22-01-1979 | Avon Futures of Boise Boise             | Futures     | 25 000 $ | Dur (int.)      | Mary Carillo   | Stephanie Tolleson Valerie Ziegenfuss | 6-3, 6-2      | Parcours |
| 2  | 13-03-1979 | Avon Futures Championships Orlando      | Futures     | 35 000 $ | Dur (ext.)      | Mary Carillo   | Marjorie Blackwood Kym Ruddell        | 7-6, 2-6, 7-6 | Parcours |
| 3  | 21-01-1980 | Futures of Ogden Ogden                  | Futures     | 25 000 $ | Dur (int.)      | Mary Carillo   | Yvona Brzáková Rosalyn Fairbank       | 6-1, 6-2      | Parcours |
| 4  | 02-03-1981 | Avon Futures of Las Vegas Las Vegas     | Futures     | 30 000 $ | Dur (int.)      | Paula Smith    | Laura duPont Barbara Jordan           | 2-6, 6-4, 6-3 | Parcours |
| 5  | 09-03-1981 | Avon Futures of Bakersfield Bakersfield | Futures     | 30 000 $ | Dur (ext.)      | Paula Smith    | Diane Desfor Barbara Hallquist        | 6-2, 6-0      | Parcours |
| 6  | 01-04-1981 | Avon Futures Championships Boise        | Futures     | 50 000 $ | Moquette (int.) | Paula Smith    | Christiane Jolissaint Marcella Mesker | 7-5, 7-6      | Parcours |
| 7  | 02-01-1984 | Ginny of Nashville Nashville            | VS Tour C1+ | 50 000 $ | Dur (int.)      | Candy Reynolds | Mary Lou Piatek Paula Smith           | 5-7, 7-6, 7-6 | Parcours |

### Finales en double dames
| No | Date       | Nom et lieu du tournoi          | Catégorie   | Dotation | Surface         | Vainqueures                     | Partenaire      | Score    |          |
| -- | ---------- | ------------------------------- | ----------- | -------- | --------------- | ------------------------------- | --------------- | -------- | -------- |
| 1  | 19-02-1979 | Avon Futures of Atlanta Atlanta | Futures     | 25 000 $ | Dur (int.)      | Laura duPont Valerie Ziegenfuss | Mary Carillo    | 6-2, 6-3 | Parcours |
| 2  | 14-02-1983 | Ginny of Hershey Hershey        |             | 50 000 $ | Moquette (int.) | Lea Antonoplis Barbara Jordan   | Ann Henricksson | 6-3, 6-4 | Parcours |
| 3  | 16-01-1984 | Ginny of Colorado Denver        | VS Tour C1+ | 50 000 $ | Dur (int.)      | Anne Hobbs Marcella Mesker      | Candy Reynolds  | 6-2, 6-3 | Parcours |

## Parcours en Grand Chelem

### En simple dames
| Année | Open d'Australie (janvier) | Open d'Australie (janvier) | Internationaux de France | Internationaux de France | Wimbledon       | Wimbledon        | US Open         | US Open         | Open d'Australie (décembre) | Open d'Australie (décembre) |
| ----- | -------------------------- | -------------------------- | ------------------------ | ------------------------ | --------------- | ---------------- | --------------- | --------------- | --------------------------- | --------------------------- |
| 1979  | n/a                        | n/a                        | 2e tour (1/16)           | Anne Smith               | 2e tour (1/32)  | Evonne Goolagong | 4e tour (1/8)   | Chris Evert     | -                           | -                           |
| 1980  | n/a                        | n/a                        | -                        | -                        | 3e tour (1/16)  | Wendy Turnbull   | 1er tour (1/64) | Virginia Ruzici | -                           | -                           |
| 1981  | n/a                        | n/a                        | -                        | -                        | 3e tour (1/16)  | Kathy Jordan     | 3e tour (1/16)  | Rosie Casals    | 1er tour (1/32)             | Amanda Tobin                |
| 1982  | n/a                        | n/a                        | -                        | -                        | -               | -                | 1er tour (1/64) | Debbie Jevans   | 1er tour (1/32)             | Manuela Maleeva             |
| 1983  | n/a                        | n/a                        | 1er tour (1/64)          | K. Skronská              | 2e tour (1/32)  | M. Navrátilová   | 1er tour (1/64) | Mary Lou Piatek | 1er tour (1/32)             | Jo Durie                    |
| 1984  | n/a                        | n/a                        | -                        | -                        | 1er tour (1/64) | Pilar Vásquez    | -               | -               | -                           | -                           |

À droite du résultat, l’ultime adversaire.

### En double dames
| Année | Open d'Australie (janvier) | Open d'Australie (janvier) | Internationaux de France    | Internationaux de France | Wimbledon                   | Wimbledon                  | US Open                     | US Open                     | Open d'Australie (décembre)  | Open d'Australie (décembre) |
| ----- | -------------------------- | -------------------------- | --------------------------- | ------------------------ | --------------------------- | -------------------------- | --------------------------- | --------------------------- | ---------------------------- | --------------------------- |
| 1976  | -                          | -                          | -                           | -                        | -                           | -                          | 2e tour (1/16) Anne Smith   | Helen Gourlay Gail Sherriff | n/a                          | n/a                         |
| 1977  | -                          | -                          | -                           | -                        | -                           | -                          | 3e tour (1/8) Anne Smith    | R. Richards B. Stuart       | -                            | -                           |
| 1978  | n/a                        | n/a                        | -                           | -                        | 3e tour (1/8) Julie Anthony | F. Dürr Virginia Wade      | 1er tour (1/32) S. Margolin | Chris O'Neil Paula Smith    | -                            | -                           |
| 1979  | n/a                        | n/a                        | 1/4 de finale Anne Smith    | Ilana Kloss B. Stuart    | 2e tour (1/16) Mary Carillo | Kerry Reid Anne Smith      | 1/2 finale Julie Anthony    | B. J. King Navrátilová      | -                            | -                           |
| 1980  | n/a                        | n/a                        | -                           | -                        | 3e tour (1/8) J. Russell    | Kathy Jordan Anne Smith    | 2e tour (1/16) R. McCallum  | Greer Stevens Virginia Wade | -                            | -                           |
| 1981  | n/a                        | n/a                        | -                           | -                        | 1/4 de finale Nina Bohm     | Sue Barker Ann Kiyomura    | 2e tour (1/16) Paula Smith  | Jo Durie Anne Hobbs         | 2e tour (1/8) Paula Smith    | Navrátilová Pam Shriver     |
| 1982  | n/a                        | n/a                        | -                           | -                        | -                           | -                          | 1er tour (1/32) Lele Forood | Bettina Bunge Kohde-Kilsch  | 1er tour (1/16) B. Hallquist | L. Antonoplis B. Jordan     |
| 1983  | n/a                        | n/a                        | 1er tour (1/32) Lele Forood | Pat Medrado C. Monteiro  | 2e tour (1/16) Lele Forood  | Elise Burgin A. Moulton    | 3e tour (1/8) Lele Forood   | Elise Burgin J. Russell     | 2e tour (1/8) Lele Forood    | A. Moulton Paula Smith      |
| 1984  | n/a                        | n/a                        | -                           | -                        | 2e tour (1/16) B. Nagelsen  | Kohde-Kilsch H. Mandlíková | -                           | -                           | -                            | -                           |

Sous le résultat, la partenaire ; à droite, l’ultime équipe adverse.

### En double mixte
| Année | Open d'Australie (janvier), | Open d'Australie (janvier), | Internationaux de France   | Internationaux de France | Wimbledon                   | Wimbledon                 | US Open                    | US Open                 | Open d'Australie (décembre), | Open d'Australie (décembre), |
| ----- | --------------------------- | --------------------------- | -------------------------- | ------------------------ | --------------------------- | ------------------------- | -------------------------- | ----------------------- | ---------------------------- | ---------------------------- |
| 1978  | n/a                         | n/a                         | -                          | -                        | 1er tour (1/32) R. Verdieck | Annette Coe John Feaver   | -                          | -                       | n/a                          | n/a                          |
| 1979  | n/a                         | n/a                         | 2e tour (1/8) Jorge Andrew | Anne Smith F. González   | -                           | -                         | -                          | -                       | n/a                          | n/a                          |
| 1980  | n/a                         | n/a                         | -                          | -                        | -                           | -                         | 2e tour (1/8) Cary Leeds   | Anne Smith Kevin Curren | n/a                          | n/a                          |
| 1981  | n/a                         | n/a                         | -                          | -                        | 1/2 finale Cary Leeds       | Betty Stöve Frew McMillan | 1er tour (1/16) Cary Leeds | R. Fairbank Pat Cramer  | n/a                          | n/a                          |
| 1983  | n/a                         | n/a                         | -                          | -                        | 1er tour (1/32) Drew Gitlin | Virginia Wade Bob Hewitt  | 1/4 de finale Drew Gitlin  | E. Sayers J. Fitzgerald | n/a                          | n/a                          |
| 1984  | n/a                         | n/a                         | -                          | -                        | 3e tour (1/8) A. Amritraj   | W. Turnbull John Lloyd    | -                          | -                       | n/a                          | n/a                          |

Sous le résultat, le partenaire ; à droite, l’ultime équipe adverse.